# 塔斯多夫
塔斯多夫是德国石勒苏益格－荷尔斯泰因州的一个市镇。总面积5.10平方公里，总人口356人，其中男性176人，女性180人（2011年12月31日），人口密度70人/平方公里。